# L (SAB)
L är ett signum i SAB som står för Biografi med genealogi.

## LBiografimedgenealogi
- Ld Genealogi
  - Lda Genealogi - metod, släktforskning - metod
  - Ldm Genealogiska uppslagsverk
  - Lds Genealogiska samlingar
  - Ldz Särskilda klaner, kungahus, släkter och släktföreningar
- Lk Biografi - allmänt, biografisk vetenskap
- Lm Biografiska Uppslagsverk: Adresskalendrar, biografiska lexikon, biografiska uppslagsverk, kyrkoarkivalier, matriklar, personregister, porträttmatriklar, pseudonymregister, telefonkataloger
- Ls Biografiska samlingar
- Lz Särskilda personer